# 55.º Ejército (Unión Soviética)
El 55.º Ejército fue un ejército de campaña del Ejército Rojo de la Unión Soviética que combatió durante la Segunda Guerra Mundial. El ejército se formó el 1 de septiembre de 1941 y luchó integrado en el Frente de Leningrado. Durante el tiempo que estuvo activo combatió en la ofensiva de Siniávino, la ofensiva de Liubán y la batalla de Krasni Bor. El 25 de diciembre de 1943, se combinó con el 67.º Ejército.

## Historial de combate

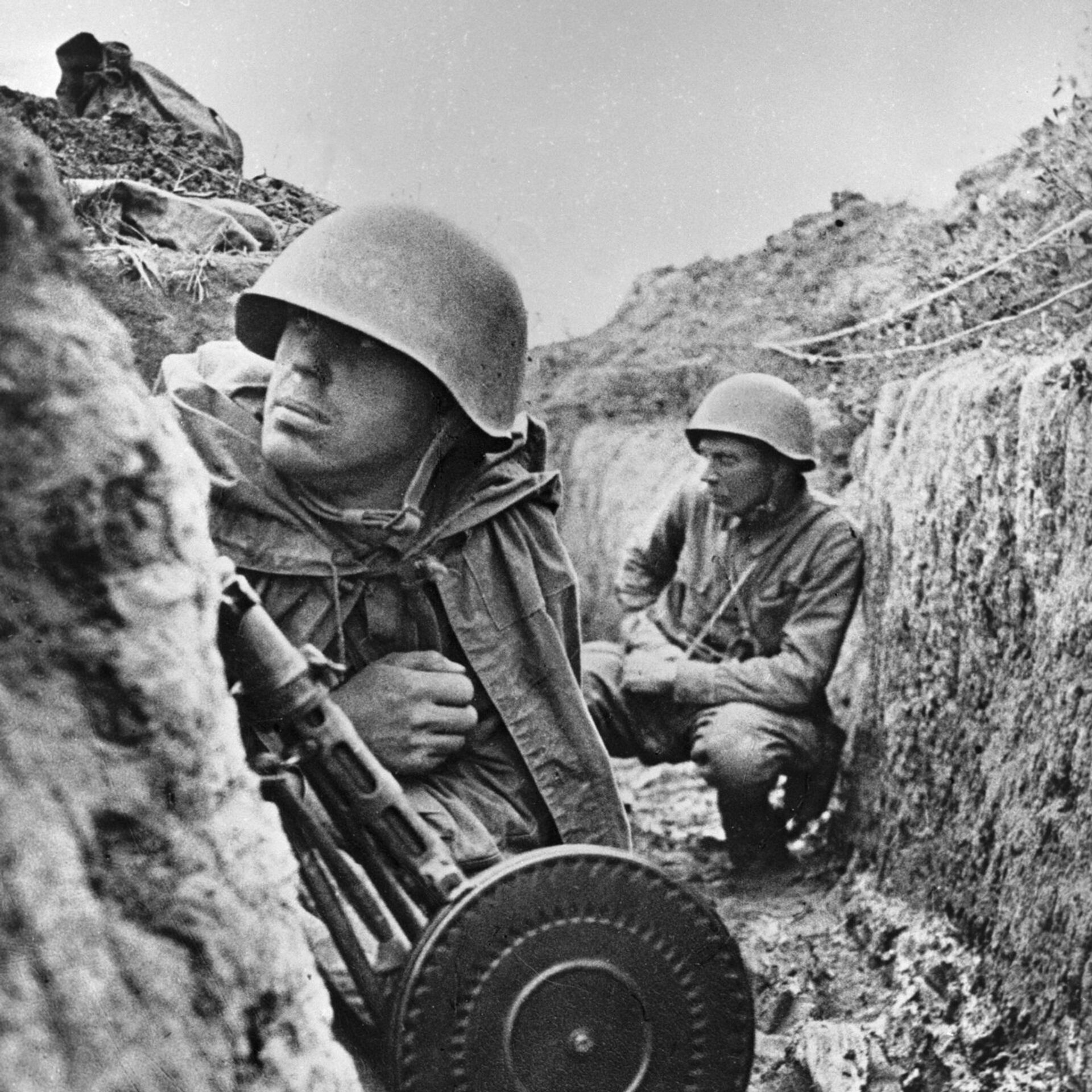
Soldados del Frente de Leningrado en septiembre de 1941

El 55.º Ejército se formó el 1 de septiembre de 1941 como parte del Frente de Leningrado. Se formó a partir del Grupo de Trabajo del mayor general Iván Lazarev y el cuartel general del 19.º Cuerpo de Fusileros. El ejército luchó en la Operación Defensiva Estratégica de Leningrado. En ese momento, era el más grande de los cuatro ejércitos que defendían Leningrado, con hasta la mitad de las formaciones activas. Utilizando las defensas del área fortificada de Slutsk-Kolpino, el ejército defendió los accesos del sur de Leningrado en el área de Kólpino, Krasnogvardeysk, Zaborje, Vyritsa, el río Izhora y el río Tosna. Sus unidades detuvieron el avance alemán en Putrolovo, Bolshoye Kuzmino, Novaya y Verkhneye Kuzmino. Desde octubre de 1941 hasta diciembre de 1942, el ejército llevó a cabo pequeñas ofensivas locales con el objetivo de mejorar sus posiciones defensivas.
En noviembre, Vladímir Svirídov reemplazó a Lazarev. El 20 de diciembre, el ejército inició un ataque en Mga, al que más tarde se unió el 54.º Ejército, para distraer la atención de la proyectada Ofensiva de Liubán, pero no tuvo éxito. El 23 de julio de 1942, una división de fusileros y una brigada de tanques del ejército atacaron la 4.ª División SS Polizei al sur de Kólpino. El ataque logró algunos avances. El 26 de septiembre, elementos de dos de las divisiones de fusileros del ejército fueron enviados a través del Nevá para reforzar al 8.º Ejército que en ese momento se encontraba rodeado. Después de perder dos de las tres cabezas de puente, las unidades del 55.º Ejército se retiraron a través del Nevá.

### Batalla de Krasni Bor
En febrero de 1943, el ejército luchó en la batalla de Krasni Bor. El ejército constituía la pinza izquierda de la ofensiva y debía atacar desde Kólpino y destruir la División Azul en Krasni Bor, luego avanzar hacia el sureste hasta Tosno. Un ataque del tamaño de una división el 8 de febrero obligó a retroceder a varios puestos de avanzada de la División Azul. El 10 de febrero, el 55.º Ejército atacó simultáneamente con el 54.º Ejército. El 55.º Ejército atacó a lo largo de un frente de 14 kilómetros, concentrando tres divisiones de fusileros y una brigada de tanques contra un regimiento de la División Azul. Las tropas soviéticas rompieron la línea defensiva española y la 63.ª División de Fusileros de la Guardia avanzó y capturó Krasni Bor. A la izquierda del ejército, su 43.ª División de Fusileros atacó a un regimiento de la División SS Polizei, pero no pudo avanzar. Posteriormente, llegaron refuerzos alemanes y formaron una nueva línea defensiva al sur de Krasni Bor, deteniendo el avance del 55.º Ejército. El ejército reunió sus unidades de tanques y reanudó la ofensiva hacia Mishkino el 17 de febrero, pero fue nuevamente rechazado por los tanques Tiger del 502.° Batallón Panzer Pesado (Panzer-Abteilung 502).
Durante la ofensiva, el ejército avanzó cinco kilómetros y sufrió más de 10.000 bajas e infligió 3645 bajas a la División Azul. El 19 de marzo, atacó de nuevo junto con el 8.º Ejército, pero se vio obligado a retirarse por los contraataques de la Legión Flamenca y el 502.° Batallón Panzer Pesado. El 25 de diciembre de 1943, el ejército se combinó con el 67.º Ejército. El cambio entró en vigor a partir del 30 de diciembre, manteniéndose Vladímir Svirídov al mando del reconstituido 67.º Ejército.

## Composición
En el momento de su formación, el 1 de septiembre de 1941, el ejército se encontraba bajo el mando del mayor general Iván Lazarev, e incluía las siguientes unidades:
- 70.ª División de Fusileros
- 90.ª División de Fusileros
- 168.ª División de Fusileros
- 237.ª División de Fusileros
- 1.ª División de la Milicia Popular
- 4.ª División de la Milicia Popular
- 2.º Regimiento de Fusileros
- Región Fortificada de Slutsk-Kolpino
- 14.º Brigada de Artillería Antitanque
- 24.º Regimiento de Artillería de Campo
- 47.º Batallón Independiente de Morteros
- 84.º Batallón Independiente de Morteros
- 86.º Batallón Independiente de Tanques

## Mando

### Comandantes
- Mayor general de tanques, Iván Gavrílovich Lázarev (del 1 de septiembre de 1941 al 17 de noviembre de 1941)[12]
- Mayor general de artillería, desde el 30 de agosto de 1943, teniente general Vladímir Petróvich Svirídov (del 17 de noviembre de 1941 al 15 de diciembre de 1943)[13]

### Miembros del Consejo Militar
- Comisario de división, Piotr Ivánovich Gorojov (del 1 de octubre de 1941 al 25 de diciembre de 1941);[14]
- Comisario de brigada Konstantín Trofimovich Kurochkin (del 25 de diciembre de 1941 al 1 de octubre de 1942);[15]
- Comisario de división, desde el 6 de diciembre de 1942, mayor general Georgi Pavlovich Romanov (del 1 de octubre de 1942 al 25 de diciembre de 1943);[16]

### Jefes de Estado Mayor
- Mayor general, Vladímir Alekseevich Krylov (del 26 de septiembre de 1941 al 21 de noviembre de 1941);
- Mayor general Georgi Klementievich Bukhovets (del 21 de noviembre de 1941 al 28 de enero de 1942);
- Mayor general Ilia Mijaílovich Liubovtsev (del 28 de enero de 1942 al 7 de abril de 1942);
- Mayor general Aleksánder Semenovich Tsvetkov (del 7 de abril de 1942 al 6 de junio de 1942);
- Teniente coronel Dmitri Naumovich Kuzmin (del 6 de junio de 1942 al 7 de julio de 1942);
- Mayor general Aleksánder Semenovich Tsvetkov (del 7 de diciembre de 1942 al 25 de diciembre de 1943)

### Miembros del Consejo de la Casa Militar
- Coronel, Iván Emelianovich Smirnov (de 1942 a noviembre de 1943)

### Jefes de tropas de ingenieros
- Mayor general Foma Mijaílovich Iyashko, de julio de 1942 a septiembre de 1944